# エッフェトレ・モレッティ
エッフェトレ・モレッティは、イタリア・ムラノ島にあるガラスメーカー。
モレッティの略称で知られており、欧米ではバーナーワーク用ガラスロッドメーカーの代名詞とされている。
ガラスロッドを主に生産していたが、エッフェトレ社の傘下に入ってからは板ガラスの生産にも力を入
れるようになった。
モレッティの板ガラスは七宝釉薬との相性がよく、また同社製のミルフィオリガラスを融着でき、華やかな作品を作ることができることからキルンワーカーへの認知度
が上がっている。
生産されるガラスの膨張係数は 104 とされているが、色によってばらつきがあり、90 前後と推定される物もある。

## 取り扱い製品
- ガラスロッド　(材料のガラス棒)
- 板ガラス
- ミルフィオリ